# Летище Лесново
Летище Лесново (на английски: Lesnovo Airport) е малко частно летище в България. Намира се на 22 km източно от София в землището на село Лесново.
До 1989 г. летището се ползва предимно за селскостопански цели. От 2001 г. е собственост на „Интерскай“ АД. Разполага с три хангара, контролно-въздушна кула, ресторант и хотел.